# Reggenza di Malaka
La reggenza di Malaka (in indonesiano: Kabupaten Malaka) è una reggenza dell'Indonesia, situata nella provincia di Nusa Tenggara Orientale.